# 戸塚世那
戸塚 世那（とつか せな、2004年2月20日 - ）は、日本の俳優。愛知県出身。アットプロダクション所属。

## 略歴
2011年、『義経千本桜』に善太郎役で出演。
2015年、映画『おかあさんの木』に出演し、主演である鈴木京香の息子の幼年期を演じた。
2022年、『ミュージカル テニスの王子様 4thシーズン 青学vs聖ルドルフ・山吹』に加藤勝郎役で出演。
2025年2月、舞台『刀剣乱舞』十口伝 あまねく刻の遥かへ（）に北谷菜切役で出演。5月よりアットプロダクションに所属。

## 出演

### 歌舞伎
- 義経千本桜（2011年） - 善太郎 役[3]
- 石川五右衛門（2012年） - 伊賀の童 役[8]
- 与話情浮名横櫛（2013年） - 丁稚長太 役[9]
- 菅原伝授手習鑑（2013年） - 寺子太郎助 役[10]
- 於染久松色読販（2013年） - 丁稚長太 役[11]
- 新・水滸伝（2015年） - 新々 役[12]

### 舞台
2017年
- 向日葵のかっちゃん（8月） - かっちゃん 役

2020年
- 冬の時代（3月）

2021年
- パリカッシュ（8月）

2022年
- ミュージカル テニスの王子様 4thシーズン 青学vs聖ルドルフ・山吹（7月 - 8月） - 加藤勝郎 役

2023年
- ミュージカル テニスの王子様 4thシーズン - 加藤勝郎 役
  - 青学vs氷帝（1月 - 3月） 
  - 青学vs六角（7月 - 9月）
  - テニミュ秋の合同大運動会（11月）

- ハッピーバースデー〜命の唄〜（10月） - 小林大輔 役

2024年
- ミュージカル テニスの王子様 4thシーズン - 加藤勝郎 役
  - 青学vs立海（1月 - 3月）
  - Dream Live 2024（5月 - 6月）

- ミュージカル『黒執事』〜寄宿学校の秘密 2024〜（9月） - ジョアン・ハーコート 役

2025年
- 舞台『刀剣乱舞』十口伝 あまねく刻の遥かへ（）（2月 - 3月） - 北谷菜切 役
- 朗読劇『命のバトン』ー人生の最期に、あなたは誰と過ごしたいですか？ー（5月 - 6月）
- 爆走おとな小学生『草野球リバーサル〜人生逆転草野球〜』（8月）
- act ACE presents #01 舞台『君に似合う花言葉』（11月〈予定〉）

### 映画
- おかあさんの木（2015年） - 田村誠（少年時代）役[29]

### テレビドラマ
- 沁みる夜汽車2021冬「迷子を救った高校生〜近江鉄道〜」（2021年、NHK総合） - 高校生 役
- 名古屋行き最終列車2015（2015年、メ〜テレ） - 今村武雄（小学生）役[30][1]
- さすらい署長 風間昭平スペシャル 金沢〜輪島・金箔殺人事件（2019年、テレビ東京） - 浩太少年 役[31]

### テレビアニメ
- キズナイーバー 第1話（2016年）[1]

### ラジオドラマ
- FMシアター「私の翼」（NHK-FM）[1]